# Putineiul chalcolitic
Putineiul chalcolitic

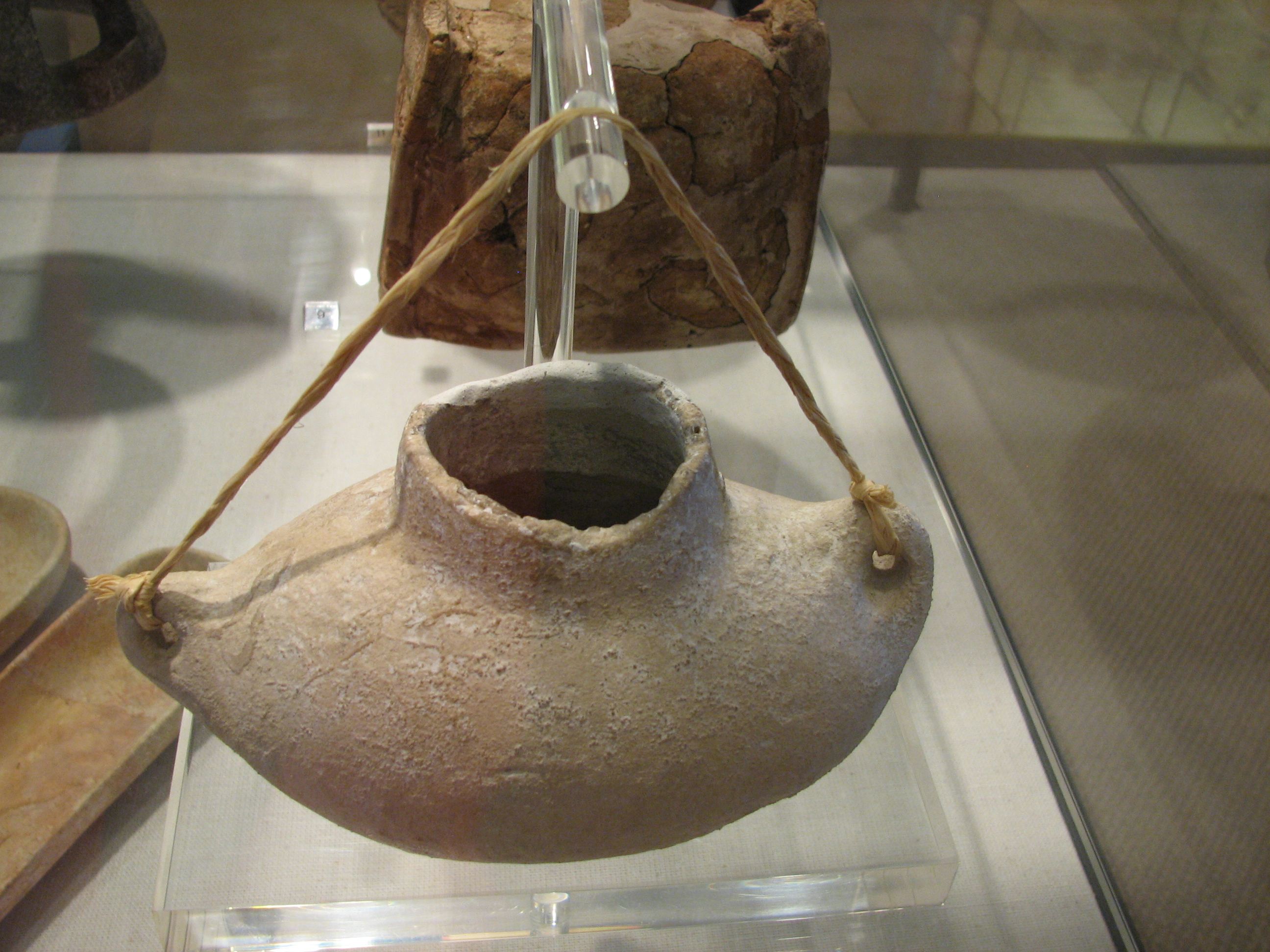
Putinei de mici dimensiuni din chalcolitic, cultura Beer Sheva, Muzeul Hecht din Haifa, Israel

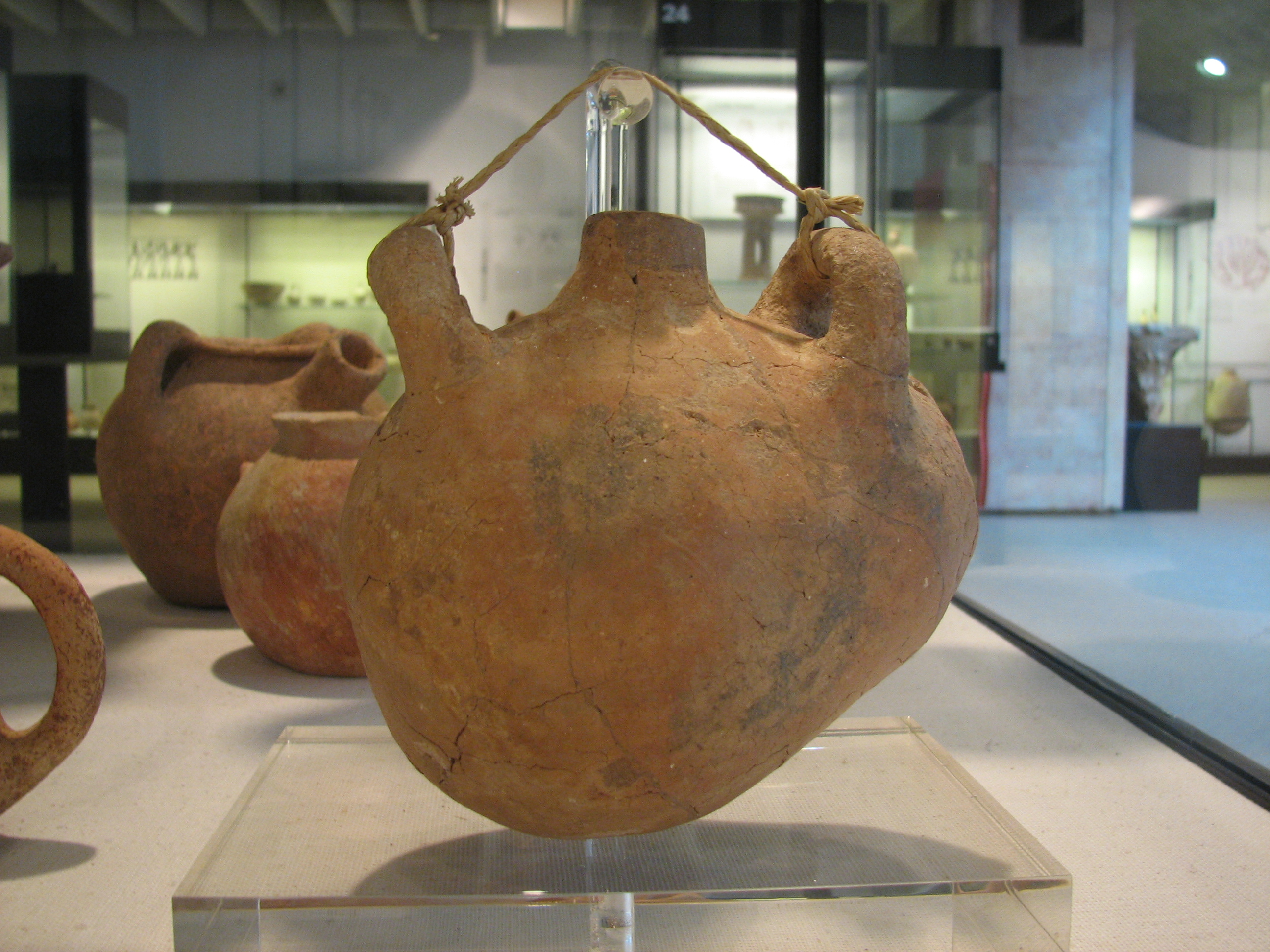
Putinei de mici dimensiuni din chalcolitic, cultura Beer Sheva, Muzeul Hecht din Haifa, Israel

este un vas special întrebuințat pentru separarea untului din lapte și care era caracteristic epocii chalcolitice (epoca cuprului) în Palestina antică (Canaan, Țara lui Israel), inclusiv ,în Transiordania. 
Putineie de acest gen au fost găsite pentru prima dată în excavații arheologice pe colinele Tuleylat Ghassul. Ele s-au dovedit a fi foarte răspândite în epoca chalcolitică, fiind descoperite în cantități mari în săpăturile efectuate în siturile arheologice ale culturii Beer Sheva (Bir Abu Matar etc). 
Recipientul găsit întreg în cultura Tel Ghassul era din tipul de dimensiuni mici, având o lărgime de 22-23cm și o înălțime de 12-13cm. El a fost numit "vasul pasăre" și la început întrebuințarea lui nu era clară. În movilele de la Ghassul s-au găsit și cioburi din tipul de dimensiuni mari.
În cultura Beer Sheva predomina acest din urmă tip, având o lărgime de 70 cm și o înălțime de circa 40 cm.
Arheologul israelian Yaakov Kaplan a emis opinia că e vorba de niște putineie. Cultura Beer Sheva era pe jumătate sedentară și pe jumătate bazată pe pășunat. Membrii ei se îndeletiniceau cu producerea de lapte și cu conservarea produselor lactate, iar acest tip de vase era utilizat în această industrie.
Maxima folosire a putineielor chalcolitice a fost găsită în cultura Beer Sheva. dar asemenea instrumente sau cioburi din ele s-au găsit și la Afula și în toate  siturile
arheologice din Wadi Ghaza. Cioburi de putineie s-au descoperit și în peștera Umm Qatefa din   Deșertul Iudeei, resturi mărunte la Tel Ghezer, instrumente din genul de mici dimensiuni s-au mai găsit în grote la Azor și în Valea Iordanului, lângă podul de la  kibuțul Gesher. Prezenta lor în locurile menționate dovedesc legătura dintre locuitorii de atunci ai respectivelor locuri, cu culturile Beer Sheva și Tel Ghassul. 
Instrumentul, făcut din lut, are forma unui butoiaș culcat la orizontal. De la amândouă capete încovoiate se ridică niște manere mici ca niște urechi. La recipientele mai vechi capetele sunt egale, în timp ce la acelea mai recente sunt inegale - unul încovoiat și celălalt plat. Din mijlocul vasului orizontal se ridică un gât larg. Unele din recipiente au o strecurătoare în partea inferioară a gâtului. 
Odată cu dispariția chalcoliticului instrumentul acesta a dispărut. Prezența lui într-un site arheologic indică cu cea mai mare siguranță că locul respectiv aparținea  epocii chalcolitice.